# Eberhard Rösch
Eberhard Rösch (Karl-Marx-Stadt, 9 aprile 1954) è un ex biatleta e allenatore di biathlon tedesco, vincitore di varie medaglie olimpiche e iridate. Durante la sua carriera agonistica ha gareggiato per la nazionale tedesca orientale.
È padre di Michael, a sua volta biatleta di alto livello.

## Biografia

### Carriera da atleta
In carriera prese parte a un'edizione dei Giochi olimpici invernali, Lake Placid 1980 (3° nella 20 km, 2° nella staffetta), e a tre dei Campionati mondiali, vincendo cinque medaglie.

### Carriera da allenatore
Dopo il ritiro divenne allenatore della nazionale tedesca.

## Palmarès

### Olimpiadi
- 2 medaglie:
  - 1 argento (staffetta a Lake Placid 1980)
  - 1 bronzo (individuale[2] a Lake Placid 1980)

### Mondiali
- 5 medaglie:
  - 3 ori (staffetta a Hochfilzen 1978; staffetta a Ruhpolding 1979; staffetta a Lahti 1981)
  - 1 argento (sprint[2] a Hochfilzen 1978)
  - 1 bronzo (individuale[2] a Hochfilzen 1978)

### Coppa del Mondo
- Miglior piazzamento in classifica generale: 3º nel 1978 e nel 1980